# Onge
De Onge (ook Önge, Ongee en Öñge) zijn een etnische groep Andamanezen, inheems op de Andamanen, een eilandengroep in de Golf van Bengalen die behoort tot India. Ze zijn traditioneel jagers-verzamelaars en vissers, maar beoefenen ook landbouw. Ze zijn aangewezen als een scheduled tribe van India. 

## Geschiedenis
In de 18e eeuw waren de Onge verspreid over Klein-Andaman en de nabijgelegen eilanden, met wat grondgebied en kampen gevestigd op Rutland-eiland en de zuidelijke punt van Zuid-Andaman. Nadat ze Britse koloniale officieren ontmoetten werden er in de jaren 1800 vriendschappelijke betrekkingen aangeknoopt met het Britse Rijk via luitenant Archibald Blair. De Britse marineofficier Maurice V. Portman beschreef hen als de "mildste, meest timide en ongevaarlijke" groep Andamanezen die hij was tegengekomen. Tegen het einde van de 19e eeuw bezochten ze soms de Zuid- en Noord- Brother-eilanden om zeeschildpadden te vangen. Destijds leken die eilanden de grens te vormen tussen hun grondgebied en het verspreidingsgebied van de Groot-Andamanezen verder naar het noorden. Vandaag de dag zijn de overlevende leden beperkt tot twee reservekampen op Klein-Andaman: Dugong Creek in het noordoosten en South Bay.

### Bevolking
Het aantal Onge daalde na de kolonisatie aanzienlijk, van 672 in 1901 tot nauwelijks 100. De bevolking behoudt nog steeds haar culturele en biologische identiteit, en het lijkt erop dat het totale aantal in 2017 was gestegen van 100 naar 117. 
Een belangrijke oorzaak van de afname van de Onge-bevolking zijn de veranderingen in hun eetgewoonten die het gevolg zijn van hun contact met de buitenwereld. kindersterfte ligt rond de 40%. De netto reproductieve index van de Onge is 0,91. De netto reproductieve index van de Groot-Andamanezen is 1,40. 
In 1901 waren er 672 Onge; 631 in 1911, 346 in 1921, 250 in 1931 en 150 in 1951. 

### Tactieken om een tsunami te overleven
De semi-nomadische Onge hebben traditionele verhalen die vertellen over de grond die schudde en een enorme watermuur die het land verwoestte. Geïnspireerd door dit verhaal overleefden de Onge de tsunami die werd veroorzaakt door de zeebeving in de Indische Oceaan van 2004 door beschutting te zoeken in de hooglanden. 

### Vergiftigingsincident
In december 2008 stierven acht mannelijke stamleden nadat ze een giftige vloeistof hadden gedronken, door sommige bronnen geïdentificeerd als methanol dat ze blijkbaar hadden aangezien voor alcohol. De vloeistof kwam blijkbaar uit een container die was aangespoeld bij Dugong Creek, vlakbij hun nederzetting op het eiland, maar de autoriteiten van Port Blair gaven opdracht tot een onderzoek naar de vraag of de vloeistof ergens anders vandaan kwam. Nog eens 15 Onge werden naar het ziekenhuis gebracht, waarvan er minstens één ernstig ziek was. 
Met een bevolking die vóór het incident op slechts zo'n honderd mensen werd geschat, beschreef de directeur van Survival International de massale vergiftiging als een "ramp voor de Onge" en waarschuwde dat nog meer doden "het voortbestaan van de hele stam in ernstig gevaar zouden kunnen brengen". Bhopinder Singh, de luitenant-gouverneur van de Andamanen, gaf opdracht tot een onderzoek naar het incident. 

## Cultuur en religie
De inheemse Andamanese religies en geloofssystemen zijn vormen van animisme. Voorouderverering is een belangrijk element in de tradities van de Andamanezen. De Andamanezen hadden waarschijnlijk geen regering of clanleider, maar namen beslissingen op basis van groepsconsensus. 

## Taal
De Onge spreken de Onge-taal. Het is een van de twee bekende Onge-talen. Onge werd vroeger gesproken in heel Klein-Andaman en op kleinere eilanden in het noorden, en mogelijk op de zuidpunt van Zuid-Andaman. Sinds het midden van de 19e eeuw, met de komst van de Britten op de Andamanen, en de massale instroom van Indiase kolonisten van het vasteland na de onafhankelijkheid van India, nam het aantal Onge-sprekers gestaag af. De afgelopen jaren is er echter een gematigde toename waargenomen. Anno 2006 waren er 94 moedertaalsprekers van het Onge, beperkt tot één nederzetting in het noordoosten van het eiland Klein Andaman, waardoor het een bedreigde taal werd.
De Onge-talen zijn door Juliette Blevins voorgesteld als verwant aan talen van het vasteland van Azië zoals het Austronesisch. Dit voorstel is echter niet goed ontvangen door andere taalkundigen, zoals Robert Blust, die concludeert dat de hypothese niet wordt ondersteund door de vergelijkende methode (gebruikt in de taalkunde), en die ook niet-linguïstisch (zoals cultureel, archeologisch en biologisch) bewijsmateriaal aanhaalt tegen de hypothese van Blevins. George van Driem (2011) beschouwde het bewijsmateriaal van Blevins als "niet overtuigend", hoewel hij de mogelijkheid openliet dat sommige overeenkomsten het resultaat zouden kunnen zijn van contact/lening, een standpunt dat ook werd ingenomen door Hoogervorst (2012). 

## Genetica
Genetisch gezien zijn de Onge, evenals andere Andamanezen, verre verwanten van de andere Oost-Aziaten. Ze vertonen de grootste verwantschap met enkele Negrito-groepen in Zuidoost-Azië, zoals de Aeta, maar ook met oude overblijfselen van Hoabinhiërs, die allemaal een basaal Oost-Aziatische afkomst hebben. Er werd vastgesteld dat de Andamanezen zich tussen 50.000 en 25.000 50.000 jaar geleden hebben afgesplitst van de gemeenschappelijke voorouder van de huidige Oost-Aziaten, voordat ze geïsoleerd raakten op de Andamanen. De Andamanezen en Oost-Aziaten zijn ook verre verwanten van de oude voorouderlijke Zuid-Indiërs (Ancient Ancestral South Indians, AASI), een veronderstelde oude inheemse lijn van Zuid-Azië. Recent genetisch bewijs suggereert dat een Basal-Oost-Aziatische bevolking, dichtbij of voorouderlijk aan de Andamanezen en Oost-Aziaten, wijdverspreid was in Azië en bijdroeg aan de vorming van moderne Zuid-Aziaten. De Onge zijn ook nauw verwant aan de Papoea's en Australische Aborigines, hoewel ze de bijkomende Denisova-afkomst missen die in de laatste twee worden gevonden. 
Uit een onderzoek van Reich et al. (2009) bleek dat hoewel de Onge in de verte verwant zijn aan moderne Zuid-Aziaten, ze niets van de bijmenging van neolithische Iraanse landbouwers of westelijke steppeherders hebben die wijdverbreid is op het vasteland. Hieruit concluderen ze dat de Onge uitsluitend afstammen van een van de oude populaties die heeft bijgedragen aan de genetica van moderne Indiërs. Volgens Chaubey en Endicott (2013) zijn de Andamanezen over het algemeen nauwer verwant aan Zuidoost-Aziaten en Oost-Aziaten dan aan hedendaagse Zuid-Aziaten. Volgens Yelmen et al. 2019 is het niet-West-Euraziatische deel dat is geëxtraheerd uit Zuid-Aziatische monsters, met name van bepaalde Zuid-Indiase stamgroepen, een betere proxy voor AASI-afkomst dan de Onge. Volgens Yang (2022) bestond er een grote divergentie tussen de AASI-lijn en de afkomst die in de huidige Onge wordt aangetroffen. 
De fysieke overeenkomsten van de Onge met inheemse Afrikaanse groepen weerspiegelen de aanpassing aan tropische regenwouden en convergente evolutie, en niet zozeer een gedeelde afkomst. 
De Onge-populatie neemt gestaag af en het kindersterftecijfer is zeer hoog. Verschillende fysiologische parameters zoals ABO-bloedgroepen, Rhesusfactor, bloeddruk, aspartaat-aminotransferase, alanine-aminotransferase en totaal eiwitniveau, Hepatitis B-oppervlakteantigeen, VDRL en enkele genetische merkers zijn onderzocht. De resultaten van de bloeddruk-, cholesterol- en leverenzymtest laten geen afwijkingen zien. De incidentie van HBsAg is echter zeer hoog, wat hun vruchtbaarheid zou kunnen hebben beïnvloed. 
Uit analyse van de vaderlijke lijnen blijkt dat alle Onge de Y-DNA-haplogroep D dragen, die wijdverbreid is in Oost-Azië en minder in Centraal-Azië. Van moederszijde behoren de Onge ook uitsluitend tot de M-clade, die de M2- en M4-subclades draagt, die algemeen in Azië voorkomen. 
De immunoglobulineniveaus (G, M en A) zijn onderzocht en blijken vrij hoog te zijn in vergelijking met andere Indiase en wereldbevolkingen. De verhoogde immunoglobulineniveaus in de Onge kunnen het gevolg zijn van frequente blootstelling aan verschillende soorten infecties en ziekten. 
- Nationale Bibliotheek van Tsjechië: ph694866